# Mozoncillo
Mozoncillo é um município da Espanha na província de Segóvia, comunidade autónoma de Castela e Leão, de área 42,74 km² com população de 1071 habitantes (2008) e densidade populacional de 23,64 hab/km².

## Demografia
| Variação demográfica do município entre 1991 e 2004 | Variação demográfica do município entre 1991 e 2004 | Variação demográfica do município entre 1991 e 2004 | Variação demográfica do município entre 1991 e 2004 |
| --------------------------------------------------- | --------------------------------------------------- | --------------------------------------------------- | --------------------------------------------------- |
| 1991                                                | 1996                                                | 2001                                                | 2004                                                |
| 1074                                                | 1052                                                | 1061                                                | 1014                                                |